# Sasakiopus salebrosus
Sasakiopus salebrosus is een inktvissensoort uit de familie van de Enteroctopodidae. De wetenschappelijke naam van de soort werd voor het eerst geldig gepubliceerd in 1920 door Sasaki als Octopus salebrosu.